# Marko Biskupović
Marko Andrés Biskupović Venturino (* 30. Juli 1989 in Santiago) ist ein ehemaliger chilenischer Fußballspieler. Der Verteidiger spielte zweimal für die Nationalmannschaft Chiles.

## Karriere

### Vereinskarriere
Marko Biskupović kam aus der Jugend von Universidad Católica 2009 zum Profiteam. Sein Debüt gab er bei seiner Leihe zu Deportes Puerto Montt 2010. Zurück bei UC konnte Biskupović überzeugen und wurde von Trainer Mario Lepe weiter gefördert, doch Verletzungen warfen ihn immer wieder zurück. Im März 2014 erlitt Biskupović einen schweren Knöchelbruch im Spiel gegen die Santiago Wanderers, nach dem er erst acht Monate später wieder Spiele bestreiten konnte. Nach der Verletzung verlor Biskupović seinen Platz in der Mannschaft von Trainer Mario Salas. So wechselte er im Februar 2016 in die schwedische Allsvenskan zu Kalmar FF.
Nach zwei Spielzeiten in Europa kehrte Biskupović nach Chile zu Unión La Calera zurück. 2019 wechselte er zum Zweitligisten Deportes La Serena, mit dem ihm der Aufstieg in die Primera División gelang. Nach dem erreichten Klassenerhalt 2020 trat er vom Profifußball zurück, revidierte diese Entscheidung aber im April 2021 und schloss sich dem CD Magallanes an. Nach dieser Saison trat Biskupović endgültig zurück.
Noch während seiner aktiven Karriere begann Biskupović mit dem Studium. Er schloss den Bachelor des Sport-Managements in Dänemark und den Master in Data Science an der Katholischen Universität Murcia ab. Zusätzlich belegte er weitere Kurse in Sportanalytik, Performanceanalytik und Fußballklubmanagement. 2022 wurde der frühere Nationalspieler Leiter der Identifikation, des Scoutings und der Analyse des chilenischen Verbandes.

### Nationalmannschaftskarriere
Für Chile debütierte Marko Biskupović im März 2012 beim 3:1-Erfolg in der Copa del Pacífico gegen Peru, als er für Lucas Domínguez eine Minute vor Spielende eingewechselt wurde. Beim 3:0-Sieg im Rückspiel kam Biskupović in der 76. Spielminute für Enzo Roco in die Partie. Diese beiden Länderspiele blieben seine einzigen.

## Erfolge
Universidad Católica
- Chilenischer Pokalsieger: 2011